# 히엡호아 (연호)
히엡호아(베트남어: Hiệp Hoà / 協和 협화)는 베트남 응우옌 왕조(阮朝) 히엡호아 황제(協和帝) 응우옌 푹 탕(阮福昇)의 연호이다. 원래는 뜨득(嗣德) 다음으로 1884년에 개원 하려고 한 연호이다. 그러나 히엡호아가 유년을 넘기고 못하고 암살을 당하면서, 히엡호아가 개원하지 못하였다. 이후, 끼엔푹 황제(建福帝) 즉위 후에 히엡호아 대신 끼엔푹(建福)으로 개원하게 된다.